# Lenos
Lenos (en griego, Λῆνος) es el nombre de una antigua ciudad griega de Élide.
Esteban  de Bizancio cita tanto el nombre de la ciudad como su gentilicio, leneos (Ληναῖος). La ubica en territorio de Pisátide y, empleando como fuente a Flegón, menciona que tuvo un vencedor olímpico en la olimpiada XLVIII (año 588 a. C.) Se desconoce su localización exacta.